# Grójec
Grójec este un oraș în Polonia.

## Personalități
- Piotr Skarga